# نیول (کالیفرنیا)
نیول (به انگلیسی: Newell) یک منطقهٔ مسکونی در ایالات متحده آمریکا است که در شهرستان مودوک، کالیفرنیا واقع شده‌است. نیول ۶٫۲۴۹ کیلومتر مربع مساحت و ۴۴۹ نفر جمعیت دارد و ۱٬۲۳۲ متر بالاتر از سطح دریا واقع شده‌است.